# Sint-Vincent Ferrerseminarie

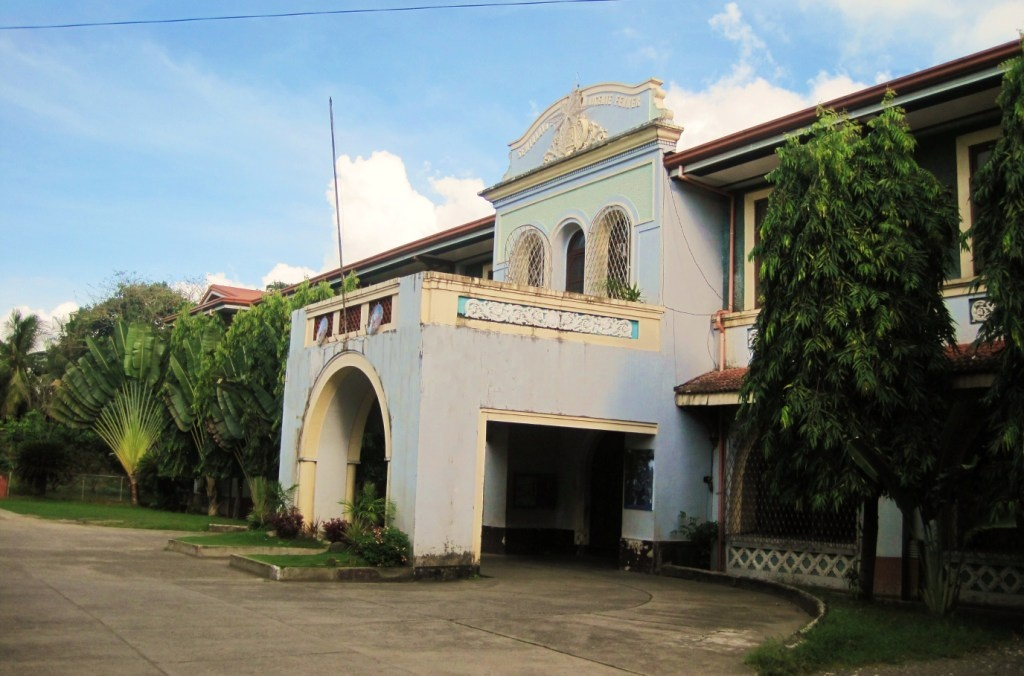
Het St. Vincent Ferrer-seminarie in Jaro, Iloilo City

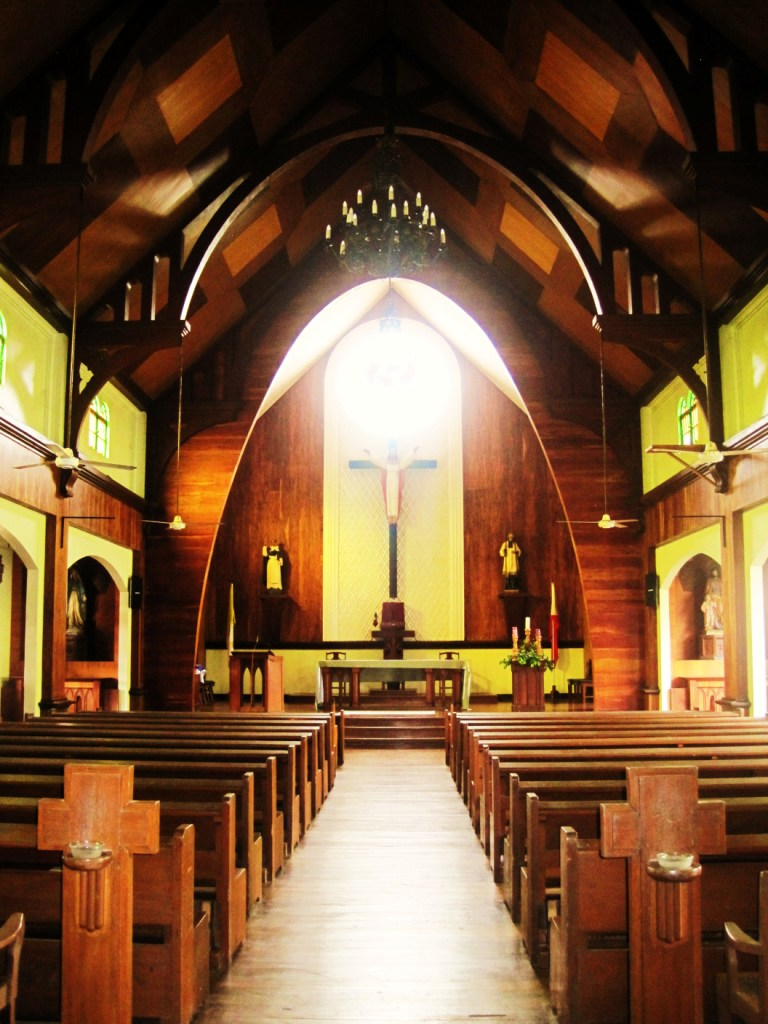
Het interieur van de kapel van het seminarie

Het Sint-Vincent Ferrerseminarie is het seminarie van het aartsbisdom Jaro in de Filipijnen. Het seminarie werd in 1869 gestart, nadat paus Pius IX bij de oprichting van, toen nog, het bisdom in 1868 bepaalde dat er tevens een diocesaan seminarie diende te worden gesticht. Het seminarie is de op vier na oudste seminarie van de Filipijnen en het laatste dat werd gesticht in de Spaans-koloniale periode. De instelling is gewijd aan de heilige Vincent Ferrer.

## Bekende alumni
- Jaime Sin, kardinaal en aartsbisschop van Manilla.
- Gabriel Reyes, de eerste Filipijnse aartsbisschop van Manilla
- Graciano López Jaena, journalist en revolutionair
- Martin Teofilo Delgado, leider in de Filipijnse revolutie.
- Alberto Jover Piamonte, aartsbisschop van Jaro
- Jose Palma, aartsbisschop van Cebu
- Fernando Capalla, aartsbisschop van Davao